# Slipher (marskrater)
För andra betydelser, se Slipher.
Slipher är en nedslagskrater på planeten Mars. Slipher har fått sitt namn efter de båda amerikanska astronom bröderna Earl och Vesto Slipher.
Kratern har en diameter på ungefär 127 km.